# Denuvo
Denuvo Anti-Tamper, или Denuvo — технология защиты от несанкционированного доступа, разработанная австрийской компанией Denuvo Software Solutions GmbH.

## Технология
Ранние сообщения о том, что Denuvo Anti-Tamper «непрерывно шифрует и расшифровывает себя так, что её невозможно взломать», появились осенью 2014 года. Однако Denuvo Software Solutions заявила, что технология «не постоянно зашифровывает и расшифровывает все данные на носителе. От этого не было бы никакой пользы с точки зрения безопасности или производительности». Компания не раскрывает, как работает Denuvo Anti-Tamper. Китайская варез-группа 3DM утверждала, что они взломали Denuvo Anti-Tamper 1 декабря 2014 года. Группа заявила, что эта технология включает в себя «64-битную шифровальную машину», которая требует криптографические ключи, уникальные для конкретного оборудования каждой установленной системы.
Позже, в начале декабря, та же группа выпустила крэк для видеоигры Dragon Age: Inquisition, которая использует Denuvo Anti-Tamper для защиты Origin Online Access DRM корпорации Electronic Arts. Но это заняло почти месяц, что необычно долго для компьютерных игр. Компания Denuvo признала, что «каждая защищённая игра в конечном итоге может быть взломана». Ars Technica отмечает, что большинство законных продаж для крупных игр произошли в течение 30 дней с момента выпуска, и поэтому издатели могут рассмотреть Denuvo в качестве успеха, имея в виду, что хакерам потребовалось значительно больше времени, чтобы взломать игры, защищённые Denuvo. Роберт Эрнандес, представляющий организацию, в электронном письме для Kotaku объяснил, что нет никаких соглашений, которые предполагают возврат средств, если игра будет взломана за определённое время. Каждый издатель вправе удалить защиту по своему усмотрению, будь то достижение цели первоначального периода продаж, или выпуск на платформах без DRM.
Игры, защищённые Denuvo, требуют повторную онлайн-активацию для каждого обновления аппаратной части. Denuvo ограничивает число активаций на 4 обновления оборудования в течение 24 часов. В 2020 году была представлена специальная версия защиты для мобильных игр. Система античита использовалась в игре Doom Eternal, но была удалена после многочисленных жалоб пользователей. В 2022 году появилось расширение SecureDLC для загружаемого контента, которое вносит небольшие изменения в исходный код и проверяет работу API. Также игры на Nintendo Switch получили защиту от эмуляции. В 2023 году Irdeto заключила соглашение с Комиссией по добросовестности в киберспорте (ESIC) о внедрении античита Denuvo, чтобы бороться с мошенничеством на турнирах. Представлено обновление для защиты файлов игр на движке Unreal Engine от постороннего вмешательства. В 2024 году Irdeto анонсировала технологию цифровых водяных знаков, которая будет интегрирована с другими продуктами компании, в том числе с Denuvo, для предотвращения несанкционированного распространения сборок и копий компьютерных игр на различных этапах разработки. Microsoft объявила, что компьютеры на базе ARM с установленной Windows поддерживают античит Denuvo.

## Взлом защиты
По сообщениям января 2016 года, 3DM почти отказались от попыток взломать игру Just Cause 3, которая защищена Denuvo, из-за трудностей, связанных с этим процессом. Они также предупреждают, что в связи с нынешними тенденциями в технологии шифрования, через два года взлом видеоигр может стать невозможным. Томас Гобл из Denuvo считает, что некоторые консольные игры могут получить релиз на PC в будущем из-за этой технологии.
6 августа 2016 на неофициальном сайте команды хакеров Skidrow появился способ запуска игры DOOM от ранее неизвестной группы хакеров REVOLT. Вскоре на этом же сайте были выложены обходы для других игр, использующий уязвимость в сервисе цифровой дистрибуции Steam.
8 августа 2016 группа хакеров CONSPIR4CY (кратко CPY) выложила в сеть результаты первого полноценного взлома Denuvo в виде кряка для игры Rise of the Tomb Raider. В течение последующего года группа CPY выкладывала взломы для других игр, защищённых Denuvo.
На протяжении второй половины 2017 года появилась новая релизная группа STEAMPUNKS, которая выпустила кейген для серии игр, который, по заявлениям самих разработчиков защиты Denuvo Software GmbH, оказался полноценным эмулятором лицензий Denuvo, так как не требует изменения кода игры.
С октября 2017 года защита Denuvo обходилась взломщиками в течение считанных часов или дней с момента релиза игры. При этом Crytek собиралась заплатить 140 тысяч евро за использование Denuvo в игре Crysis Remastered, которая была взломана более чем за месяц. Однако к 2023 году хакеры стали испытывать трудности, поскольку Denuvo работает с инструментом по защите программного обеспечения от анализа и взлома VMProtect. Несмотря на развитие защиты, в феврале 2023 года игра Hogwarts Legacy была взломана за 13 дней после выхода. В 2024 году сотрудник университета Северной Каролины в Чапел-Хилле Уильям Фолькман в статье, опубликованной в научном журнале Entertainment Computing, пришёл к выводу, что взлом Denuvo практически не влияет на продажи игр через 12 недель после релиза. Но если игра с защитой была взломана в первую неделю с момента выпуска, издатель может потерять 20 % выручки. Через шесть недель убытки составляют только 5 % от теоретического дохода. В целом это соответствует заявлениям представителей Irdeto о критической важности Denuvo для продаж на первоначальном этапе.

## Конфликты
Некоторые потребители утверждают, что Denuvo Anti-Tamper сокращает срок службы твердотельных накопителей (SSD), записывая чрезмерное количество данных на диск. Denuvo Software Solutions в ответ утверждает, что «Denuvo Anti-Tamper не часто считывает или записывает данные на носитель».
В июне 2017 года низкая производительность была обнаружена в защищённой игре Rime, где присутствовало большое количество проверок подлинности во время начального запуска и загрузки сохранений. В декабре 2017 года стало известно, что проблемы на серверах Denuvo помешали игрокам использовать приобретённые в Steam лицензионные копии игр Batman: Arkham Knight, Middle-earth: Shadow of War и Mad Max. При попытке запуска возникали сообщения об ошибках, поэтому приходилось многократно повторять процедуру подключения. Неполадки касались только изданий от Warner Bros., но это дало новые аргументы сторонникам за полный отказ от Denuvo, которая мешает играть в законно купленные лицензии.
В 2018 году режиссёр и продюсер Кацухиро Харада сообщил о проблемах в РС-версии Tekken 7: падение частоты кадров из-за антипиратской защиты, которая постоянно обновляется.
Кроме того, обновление игры Sonic Mania с Denuvo вызвало замедление работы и застревание уже в меню, на что пожаловались пользователи Steam и Reddit. На сайте компании Sega было написано, что защита никак не влияет на кадровую частоту, но игроки имели достаточно оснований, чтобы поставить это заявление под сомнение.
Также хакеры из CODEX сообщили, что при игре в Injustice 2 за некоторых персонажей (Горилла Гродд и Робин), Denuvo делала многочисленные проверки, что влекло за собой микро зависания, которые присутствовали и у лицензиионной копии игры.
Overlord Gaming установили, что защита снижает производительность игр, вызывая задержку при 60 кадрах в секунду и увеличивая время загрузок. Тестирование проводилось до и после выхода официального патча, устранявшего Denuvo. В Resident Evil Village происходили задержки в некоторых сценах, когда защита Denuvo 11 и Capcom Anti-Tamper v3 проверяли целостность кода. Сотрудник компании сообщил PC Gamer, что они провели свои тесты и не заметили никакой разницы между лицензионной и пиратской версиями, переложив вину на Capcom. Однако технические специалисты из Digital Foundry проверили взломанную игру и подтвердили, что она работает лучше. Разработчики Humankind после закрытого бета-теста сами отказались от Denuvo из-за ухудшения производительности. Intel заявила о проблемах в процессорах Alder Lake при запуске на Windows 10 и 11, это препятствовало работе игр и приводило к вылету. Irdeto подтвердила, что причиной является наличие Denuvo. В 2022 году Intel полностью исправила несовместимость. В 2024 году сайт DSOGaming протестировал игру The Callisto Protocol, из которой была удалена Denuvo. В результате минимальная частота кадров повысилась на 22 %, а процессор работал без перегрузок. В другом случае, когда серверы Denuvo временно не работали, пользователи Steam не могли зайти в приобретённую игру Persona 5 Royal из-за проблем с аутентификацией, что привело к падению онлайн-показателей. Bethesda в рамках PR-кампании объявила, что Indiana Jones and the Great Circle не включает Denuvo, потому что защита использовалась только в предрелизных сборках с целью предотвращения утечек. В 2025 году создатели InZOI удалили Denuvo из раннего доступа после обеспокоенности сообщества, поскольку это не соответствует представлению, где игрок превыше всего. 
Несмотря на вышеизложенные обстоятельства, директор по маркетингу Стив Юин в интервью 2021 года заявил, что защита не влияет на производительность. Он также подтвердил, что компания следит за взломами по просьбе издателей и сотрудничает с правоохранительными органами по всему миру (в 2018 году по запросу Irdeto был арестован болгарский хакер Voksi). В 2023 году в разговоре с Ars Technica главный операционный директор повторил: Denuvo не оказывает ощутимого влияния на игровой процесс и добавил, что тесты пользователей нельзя считать убедительными. По его словам, антипиратские технологии выгодны издателям, защищая инвестиции в компьютерные игры. В Irdeto знают о действиях взломщиков и стараются работать на опережение. В 2024 году менеджер Андреас Уллманн признал, что есть обоснованные случаи отрицательного влияния Denuvo на производительность, особенно это касается Tekken 7. Но тесты Final Fantasy XV и Hogwarts Legacy показали отсутствие ухудшения. Уллманн считает, что технически взломанная версия не может быть быстрее, чем невзломанная, поскольку такие сведения поступают от неизвестных каналов на YouTube или источников, связанных с пиратством. Поэтому было принято решение официально выйти на контакт и вести диалог с аудиторией на Discord, Reddit и Steam, а также допускается возможность пригласить Digital Foundry для тестирования программного обеспечения. Авторы Stellar Blade сообщили, что Denuvo не влияет на производительность игры, поскольку были проведены тестирования и серьёзная работа над оптимизацией.